# Mira (estrella)
Mira (Òmicron de la Balena / ο Ceti) és un estel variable de la constel·lació de la Balena. Un dels estels més notables del cel nocturn, la seva magnitud aparent varia entre +2,0 —sent en aquest moment l'estel més brillant de la constel·lació— i +10,1 —quan no és visible a ull nu— amb un període de 332 dies. Això ha donat origen al seu nom, Mira, procedent del llatí mira, «meravellosa, sorprenent». La distància a la qual es troba és incerta; mentre que els mesuraments realitzats abans del satèl·lit Hipparcos la situaven a 220 anys llum del Sistema Solar, les dades d'Hipparcos indiquen una distància de 418 anys llum, amb un marge de l'error del 14 %.

## Nomenclatura
ο Ceti (llatinitzat a Omicron Ceti) és la Denominació de Bayer de l'estrella. Va ser batejada com a Mira (llatí per 'meravellosa' o 'sorprenent') per Johannes Hevelius en la seva Historiola Mirae Stellae (1662). El 2016, la Unió Astronòmica Internacional va organitzar un Grup de Treball sobre Noms d'Estrelles (WGSN) per catalogar i estandarditzar els noms propis de les estrelles. El primer butlletí del WGSN de juliol del 2016 incloïa una taula amb els dos primers lots de noms aprovats pel WGSN, entre els quals figurava Mira per a aquesta estrella.

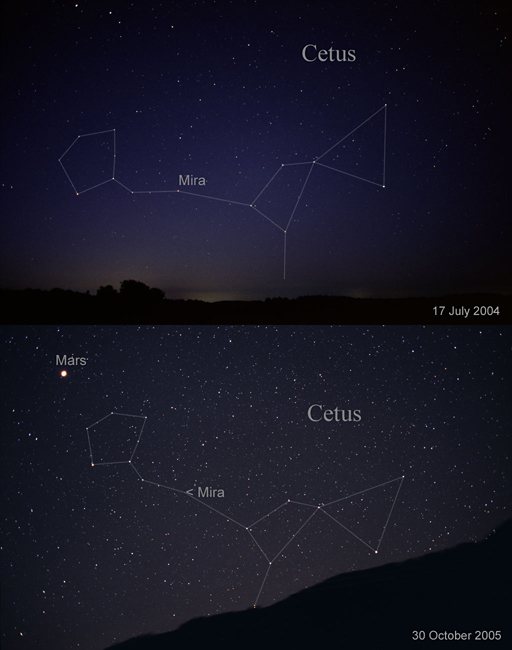
Mira en dos moments diferents

## Història de la seva observació
Pot ser que la variabilitat de Mira fos ja coneguda en l'antiga Xina, Babilònia i Grècia. El que és segur és que la variabilitat de Mira va ser registrada per l'astrònom David Fabricius des del 3 d'agost de 1596. En observar el planeta Mercuri, Fabricius necessitava un estel de referència per comparar posicions, escollint un estel de tercera magnitud propera abans inadvertida —Mira. No obstant això, cap al 21 d'agost la lluentor de l'estel havia augmentat una magnitud, mentre que per a octubre d'aquest mateix any no era ja visible. Fabricius va suposar que era una nova, fins que la va veure de nou el 16 de febrer de 1609.

En 1638, Johann Holwarda va determinar el període de les reaparicions de l'estel en onze mesos; sovint s'atribueix a aquest astrònom frisi el descobriment de la variabilitat de Mira. En la mateixa època, Johannes Hevelius va observar el peculiar estel, denominant-la «Mira» —en el sentit de «meravellosa» o «sorprenent»— en la Historiola Mirae Stellae de 1662, doncs el seu comportament s'apartava del de qualsevol altre estel conegut. Ismail Bouillaud va estimar el seu període en 333 dies, la qual cosa suposa menys d'un dia de diferència respecte al període actualment acceptat de 332 dies.
Hi ha una considerable especulació sobre si Mira havia estat ja observada abans de Fabricius. La història d'Algol (β Persei) —amb seguretat coneguda com a variable en 1667, encara que diferents llegendes mostren que havia estat observada des de mil·lennis amb recel— suggereix que Mira pogués haver estat coneguda en l'antiguitat. Karl Manitius, traductor del Comentari en Aratus d'Hiparc de Nicea, suggereix que certes línies d'aquell text del segle II aC poden versar sobre Mira. Altres catàlegs, com els de Ptolemeu, Al-Sufi, Ulugh Beg i Tycho Brahe no l'esmenten, ni tan sols com a estel «normal». Existeixen tres observacions d'arxius xinesos i coreans, de 1596, 1070 i 134 a. C. —el mateix any que Hiparc de Nicea hauria fet les seves observacions— que suggereixen que l'estel podria ser ja conegut en aquelles èpoques.
Actualment, Mira és el prototip d'una classe de variables que porten el seu nom, les variables Mira.

## Distància
La distància a Mira és incerta; les estimacions prèvies a Hipparcos se centraven en 220 anys llum; mentre que les dades de Hipparcos de la reducció de 2007 suggereixen una distància de 299 anys llum, amb un marge d'error de l'11%.

## Característiques físiques

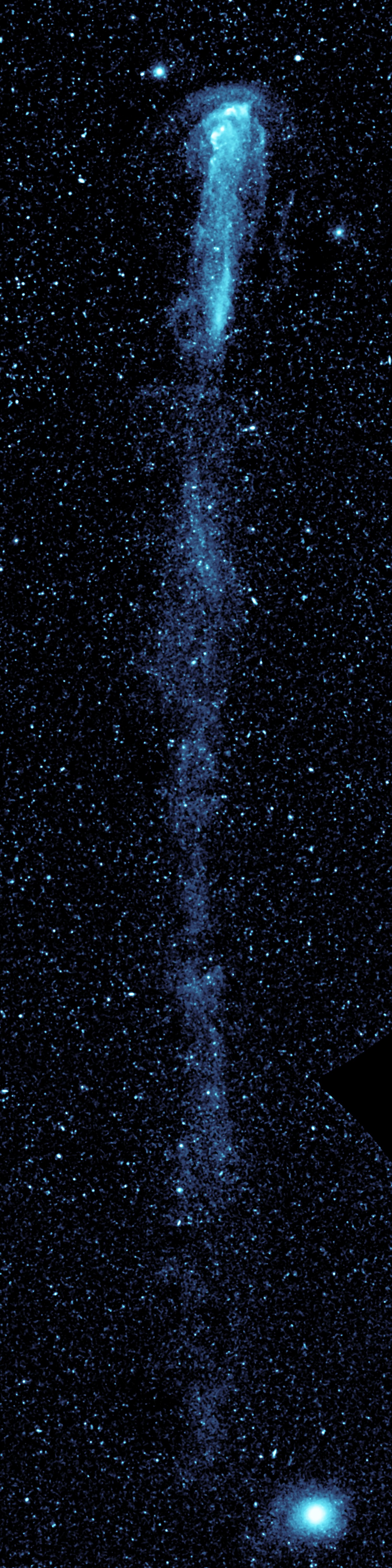
Imatge de Mira en llum ultraviolada, on s'aprecia el rastre que deixa l'estel.

Mira és una geganta vermella de tipus espectral mitjà M7IIIe; aquest varia entre M5 i M9 —moment en el qual la seva temperatura i lluentor són menors. Com a conseqüència de la seva variabilitat, és problemàtic definir la seva temperatura i grandària, ja que aquests paràmetres depenen del moment del cicle en el qual es realitzi la mesura i de la longitud d'ona utilitzada; conseqüentment, la seva lluminositat tampoc és inequívoca. La relativa proximitat de Mira permet, no obstant això, mesurar el seu diàmetre angular. Aquest permet calcular el seu radi, que varia des de 2 ua en llum visible, fins a aproximadament el doble en llum infraroja. Considerant una temperatura superficial de 3000 K, la seva lluminositat es pot estimar en aproximadament 8.500 vegades la lluminositat solar —incloent una gran quantitat d'energia emesa com a radiació infraroja—.
Mira es troba en les últimes fases de la seva evolució estel·lar. Fa milers de milions d'anys era un estel similar al Sol, però, una vegada esgotat el seu combustible d'hidrogen i heli, s'ha transformat en un estel molt distès i lluminós. La seva variabilitat prové de pulsacions en la seva superfície, canvis en la grandària de l'estel —que poden suposar un 15 % en cada pulsació— que afecten també a la seva temperatura i lluminositat.
Observacions dutes a terme amb el telescopi espacial GALEX a la regió ultraviolada han posat de manifest que Mira deixa un rastre de matèria provinent de les seves capes externes, creant un deixant de 13 anys llum de longitud —unes tres vegades la distància que separa el Sol de l'estel més proper, Pròxima del Centaure—, formada al llarg de 30.000 anys o més. Es pensa que una ona de xoc de plasma o gas comprimit genera el deixant; aquesta ona de xoc resulta de la interacció entre el vent estel·lar de Mira i el gas a l'espai interestel·lar, a través de com l'estel es mou a gran velocitat —130 km/s. La massa del «rastre» de Mira s'estima en unes 3.000 vegades la de la Terra.
En última instància, el material perdut constituirà una nebulosa planetària, mentre que el romanent estel·lar es condensarà en una nana blanca d'una grandària similar al del nostre planeta.

## Sistema estel·lar
Mira forma un sistema binari amb una acompanyant, Mira B, resolta el 1995 pel Telescopi espacial Hubble. Distant 70 ua de la primària, imatges en l'ultraviolat i raig X mostren una espiral de gas procedent de Mira en direcció a Mira B. El període orbital d'aquesta companya és ~ de 400 anys.
Mira B es troba envoltada per un disc protoplanetari, format a partir del material procedent del vent solar de Mira. Es pensa que probablement Mira B és una nana taronja de tipus K amb una massa aproximada de 0,7 masses solars, i no una nana blanca com es va creure inicialment. Tot i això, el 2010, una investigació addicional va indicar que Mira B és en realitat una nana blanca.

### Component A

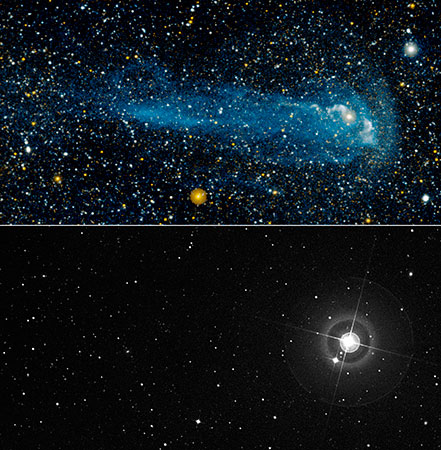
Mira en llum ultraviolada i visible

Mira A és actualment una estrella de la branca asimptòtica gegant (AGB), a la fase AGB de polsos tèrmics. Cada pols dura una dècada o més, i entre cada pols transcorre una quantitat de temps de l'ordre de 10.000 anys. Amb cada cicle de polsos, Mira augmenta la lluminositat i els polsos es fan més forts. Això també està causant inestabilitat dinàmica a Mira, donant lloc a canvis dràstics en la lluminositat i la mida en períodes més curts i irregulars.
S'ha observat que la forma general de Mira A canvia, mostrant desviacions pronunciades de la simetria. Aquestes desviacions semblen estar causades per punts brillants a la superfície que evolucionen la seva forma en escales de temps de 3 a 14 mesos. Les observacions de Mira A a la banda ultraviolada realitzades pel telescopi espacial Hubble han mostrat un tret similar a una ploma que apunta cap a l'estrella companya.

#### Variabilitat

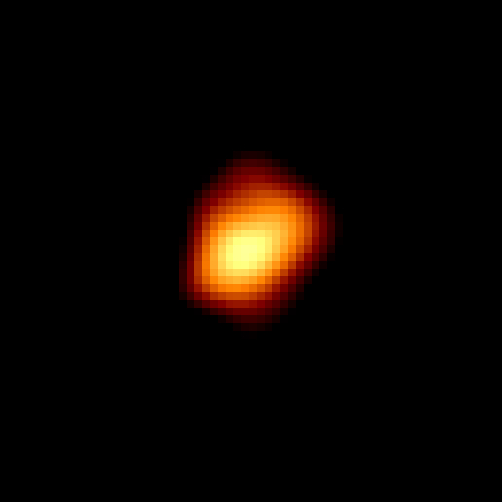
Mira vista pel telescopi espacial Hubble l'agost de 1997

Mira A és una estrella variable, concretament la variable Mira prototípica. Entre 6.000 i 7.000 estrelles conegudes d'aquesta classe són totes gegants vermelles la superfície de les quals prem de tal manera que augmenta i disminueix la seva brillantor en períodes que van des d'uns 80 a més de 1.000 dies.
En el cas particular de Mira, els seus augments de brillantor la porten fins a prop de magnitud 3,5 de mitjana, la qual cosa la situa entre les estrelles de la constel·lació de Cetus més brillants. Els cicles individuals també varien; els màxims ben documentats arriben fins a la magnitud 2,0 en brillant i fins a 4,9, un rang de gairebé 15 vegades en brillant, i hi ha suggeriments històrics que la dispersió real pot ser tres vegades això o més. Els mínims oscil·len molt menys i històricament s'han situat entre 8,6 i 10,1, un factor de quatre vegades en lluminositat. L'oscil·lació total en lluminositat des del màxim absolut fins al mínim absolut (dos esdeveniments que no van tenir lloc al mateix cicle) és de 1.700 vegades. Mira emet la major part de la seva radiació a l'infraroig, i la seva variabilitat en aquesta banda és només d'unes dues magnituds. La forma de la corba de llum és d'un augment al llarg d'uns 100 dies, i el retorn al mínim triga el doble.
Màxims contemporanis aproximats per a Mira:
- 21–31 Oct 1999
- 21–30 Set 2000
- 21–31 Ago 2001
- 21–31 Jul 2002
- 21–30 Jun 2003
- 21–31 Mai 2004
- 11–20 Abr 2005
- 11–20 Mar 2006
- 1–10 Feb 2007
- 21–31 Gen 2008
- 21–31 Des 2008
- 21–30 Nov 2009
- 21–31 Oct 2010
- 21–30 Set 2011
- 27 Ago 2012
- 26 Jul 2013
- 12 Mai 2014
- 9 Abr 2015
- 6 Mar 2016
- 31 Gen 2017
- 29 Des 2017
- 26 Nov 2018
- 24 Oct 2019
- 20 Set 2020
- 18 Ago 2021
- 16 Jul 2022
- 13 Jun 2023

### Component B
L'estel company es troba a 0.487±0.006 arc-segons de l'estrella principal. Va ser resolt pel Telescopi Espacial Hubble en 1995, quan es trobava a 70 unitats astronòmiques del primari; i els resultats es van anunciar el 1997. Les imatges ultraviolades de l'HST i les posteriors imatges de raigs X del Telescopi espacial Chandra mostren una espiral de gas que s'eleva des de Mira en direcció a Mira B. El període orbital de la companya al voltant de Mira és d'aproximadament 400 anys.
En 2007, les observacions van mostrar un disc protoplanetari al voltant de Mira B. Aquest disc s'està formant a partir del material del vent solar de Mira i podria arribar a formar nous planetes. Aquestes observacions també van insinuar que la companya era una estrella de seqüència principal d'uns 0,7 massa solar i tipus espectral K, en lloc d'una nana blanca com es pensava al principi. Tot i això, el 2010 noves investigacions van indicar que Mira B és, de fet, una nana blanca.